# 파르샤타타르
파르샤타타르는 기원전 15세기 미탄니의 후르 왕(재위:기원전 1450~기원전 1440)의 이름으로 산스크리트 어로 '토끼를 지닌 지배자'라는 뜻이다. 그는 바라타르나와 같은 인물로 여기지기도 한다.
| 전 대 바라타르나 | 제4대 미탄니 국왕 기원전 1450~기원전 1440 | 후 대 사우슈타타르 |

## 같이 보기
- 미탄니